# Стрежевој
Стрежевој (рус. Стрежевой) град је у Русији у Томској области.

## Становништво
| 1959. | 1970. | 1979.  | 1989.  | 2002.  | 2010.  |
| ----- | ----- | ------ | ------ | ------ | ------ |
| 800   | 8.441 | 23.121 | 43.348 | 43.815 | 42.219 |